# Boog Powell
Pour les articles homonymes, voir Powell.
John Wesley Powell, couramment appelé Boog Powell et né le 17 août 1941 à Lakeland, en Floride aux États-Unis, est un ancien joueur étoile de la Ligue majeure de baseball.
Frappeur gaucher qui réussit 339 circuits au cours de sa carrière de 17 saisons, ce joueur de premier but évolue pour les Orioles de Baltimore de 1961 à 1974, pour les Indians de Cleveland en 1975 et 1976, puis pour les Dodgers de Los Angeles en 1977. Il fait partie de quatre équipes des Orioles championnes de la Ligue américaine et de celles championnes des Séries mondiales en 1966 et 1970. 
Boog Powell est joueur par excellence de la Ligue américaine de baseball en 1970. Il participe à quatre matchs d'étoiles consécutifs (1968 à 1971) et mène la Ligue américaine avec une moyenne de puissance de ,606 en 134 matchs joués en 1964. À deux reprises (avec Baltimore en 1966 et Cleveland en 1975), il reçoit le prix du joueur ayant effectué le meilleur retour de l'année.
En 2 042 matchs joués dans le baseball majeur, Powell compile 1 776 coups sûrs dont 339 circuits, 1 187 points produits et 1 001 buts sur balles. Sa moyenne au bâton en carrière s'élève à ,266 et sa moyenne de puissance à ,462. Sa moyenne de présence sur les buts se chiffre à ,361. Il frappe pour ,262 de moyenne au bâton avec 6 circuits et 18 points produits en 33 matchs éliminatoires. Il frappe notamment deux circuits contre Oakland dans le second match de la Série de championnat 1971 de la Ligue américaine.
Après la saison 2016, Boog Powell est 5e de l'histoire des Orioles pour le nombre de matchs joués (1 763) pour ce club, 6e pour les coups sûrs (1 574) et 3e pour les circuits avec 303 pour Baltimore, derrière les 431 de Cal Ripken, Jr. et les 343 d'Eddie Murray.
Powell est propriétaire de Boog's BBQ, un restaurant barbecue situé à l'intérieur de Camden Yards depuis l'ouverture du stade des Orioles en 1992, et est généralement sur place pour cuisiner et servir les clients lors des matchs de baseball.
Le joueur de baseball Boog Powell, né Herschel Mack Powell en 1993, est nommé en son honneur mais n'a aucun lien de parenté.